# 고성 호암사
고성 호암사(固城 虎巖祠)는 대한민국 경상남도 고성군 동해면 장좌리에 있는, 중국 명나라에서 귀화한 사암 천만리(思庵 千萬里) 장군을 모시는 사당이다.
1983년 8월 6일 경상남도의 문화재자료 제39호 호암사로 지정되었다가, 2018년 12월 20일 현재의 명칭으로 변경되었다.

## 개요
호암사는 중국 명나라에서 귀화한 사암 천만리(思庵 千萬里) 장군을 모시는 사당이다.
천만리 장군은 서쪽 중북산 천고봉 밑에 살았다 하여 성을 천씨로 하였다고 전해진다. 임진왜란이 일어나자 조선이 명나라에 원병을 요청하였는데, 이때 천만리 장군은 아들 상과 함께 이여송을 따라 조선에 왔다.
평양전투를 비롯하여 여러 전투에서 공을 세웠으며 정유재란 때에는 울산에서 공을 세웠다. 전쟁이 끝난 후에도 돌아가지 않고 조선에 머물러 살자, 선조는 그의 공을 생각하여 화산군*에 봉하고 전답 30결을 내려 주었으며 그의 아들 상도 한성부 좌윤에 봉하였다.
호암사는 구릉의 동쪽 비탈면 끝자락에 동쪽을 향해 있는데, 경사가 급하고 암반이 노출되어 있다. 경사면의 낮은 곳에 유생들이 공부하는 강당을 배치하고 높은 곳에 신주를 모시는 사당을 배치한 전학후묘(前學後廟) 양식이며 강당과 사당이 동서축 선상에 배치되어 있다.
강당은 정면 4칸, 측면 1.5칸의 규모이며 지붕은 네모꼴의 처마에 세모꼴의 지붕을 올린 팔작지붕이다. 중앙에 마루 2칸을 두고 좌우에 툇마루가 딸린 온돌방을 두었다. 기둥과 기둥 위에 건너 얹어 서까래를 놓도록 하는 도리는 3개이며 도리나 장여 밑에 소로를 받쳐서 장식한 소로수장 구조이다.
사당은 정면 3칸, 측면 1.5칸의 규모이며 지붕은 지붕면이 양면으로 경사를 짓는 맞배지붕이다. 전면에 툇간을 두고 뒷면에 통칸 마루방을 설치하여 위패를 봉안하였다.

## 참고 문헌
- 고성 호암사 - 국가유산청 국가유산포털